# La Loi du désert (film, 1992)
Pour les articles homonymes, voir La Loi du désert (homonymie).
Pour plus de détails, voir Fiche technique et Distribution.
La Loi du désert (Beyond Justice) est un film d'aventure italien sorti en 1992 et réalisé par Duccio Tessari. C'est une adaptation en 113 minutes de la série télévisée italienne de 5 heures Le Prince du désert (it) (Il principe del deserto) diffusée en mars 1991 en trois épisodes sur Canale 5.

## Synopsis
L'ancien agent de la CIA Tom Burton, spécialisé dans le sauvetage d'otages de terroristes, se rend au Maroc avec la femme d'affaires Christine Sanders pour sauver son fils enlevé dans le désert.

## Fiche technique
Sauf indication contraire, les informations mentionnées dans cette section peuvent être confirmées par la base de données cinématographiques IMDb,  présente dans la section « Liens externes ».
- Titre original : Beyond Justice ou Il principe del deserto ou Maktub, la legge del deserto
- Titre français : La Loi du désert (titre VHS/DVD[3]) ou Mercenaire[4]
- Réalisateur : Duccio Tessari
- Scénario : Adriano Bolzoni, Sergio Donati, Luigi Montefiori
- Photographie : Giorgio Di Battista
- Montage : Mario Morra
- Musique : Ennio Morricone
- Décors : Elio Micheli
- Costumes : Silvio Laurenzi
- Producteurs : Pio Angeletti, Adriano De Micheli, Guido Lombardo
- Société de production : Titanus
- Pays de production :  Italie
- Langue de tournage : anglais
- Format : Couleur (Telecolor) - 1,33:1 - Son mono - 35 mm
- Genre : Action-aventure
- Durée : 113 minutes (1h53)
- Date de sortie :	
  - Italie : 1992
  - France : 1999 (vidéocassette)

## Distribution
- Rutger Hauer (VF : Gérard Dessalles) : Tom Burton
- Carol Alt (VF : Michèle André) : Christine Sanders
- Omar Sharif (VF : Gérard Hernandez) : Emir Beni-Zair
- Elliott Gould (VF : Jacques Balutin) : Red Murchison
- Kabir Bedi (VF : Claude Giraud) : Moulay Beni-Zair
- Brett Halsey (VF : Dominique Paturel) : Sal Cuomo
- David Flosi : Robert Sanders
- Peter Sands (VF : Michel Paulin) : James Ross
- Don Ruter Nanayakkara (it) : El Mahadi